# Top Gun: Firestorm
Top Gun: Firestorm est un jeu vidéo de type shoot 'em up édité par Titus Software en 2001 sur Game Boy Color. Il a été adapté en 2002 sous le titre Top Gun: Firestorm Advance sur Game Boy Advance. Il est inspiré du film Top Gun.

## Accueil
- Jeuxvideo.com : 12/20 (GBC)[1] - 7/20 (GBA)[2]